# Карвер (лунный кратер)
Кратер Карвер (лат. Carver) —крупный ударный кратер в южном полушарии обратной стороны Луны. Название присвоено в честь американского ботаника, миколога, химика, педагога, учителя и проповедника Джорджа Вашингтона Карвера (прибл. 1865—1943); утверждено Международным астрономическим союзом в 1970 г. Образование кратера относится к нектарскому или раннеимбрийскому периоду.

## Описание кратера

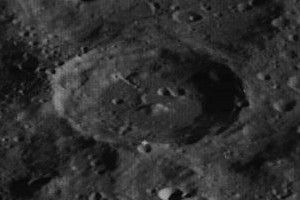
Снимок зонда Lunar Orbiter - III.

Ближайшими соседями кратера являются кратер Ван дер Ваальс на западе; кратер Росселанд на северо-востоке; кратер Рош на востоке; кратер Козырев на юге-юго-востоке и кратер Пикельнер на юго-западе. Селенографические координаты центра кратера 43°28′ ю. ш. 127°36′ в. д. / 43,46° ю. ш. 127,6° в. д., диаметр 62,5 км, глубина 2,7 км.
Кратер Карвер лежит внутри бассейна Южный Полюс — Эйткен, имеет циркулярную форму, умеренно разрушен, южная часть кратера слегка перекрывает сателлитный кратер Карвер M (см. ниже). Вал слегка сглажен, перекрыт множеством мелких кратеров, широкий внутренний склон вала сохранил следы террасовидной структуры. Высота вала над окружающей местностью достигает 1200 м, объем кратера составляет около 2900 км3. Дно чаши сравнительно ровное, диаметр его составляет приблизительно половину диаметра кратера, в юго-западной части чаши имеется приметна пара сдвоенных кратеров; в восточной части чаши расположено несколько борозд, образованных цепочками кратеров. В центре чаши расположена группа невысоких центральных пиков.

## Сателлитные кратеры
| Карвер | Координаты                                              | Диаметр, км |
| ------ | ------------------------------------------------------- | ----------- |
| L      | 45°47′ ю. ш. 128°48′ в. д. / 45,78° ю. ш. 128,8° в. д.  | 24,6        |
| M      | 45°40′ ю. ш. 127°26′ в. д. / 45,66° ю. ш. 127,43° в. д. | 80,4        |

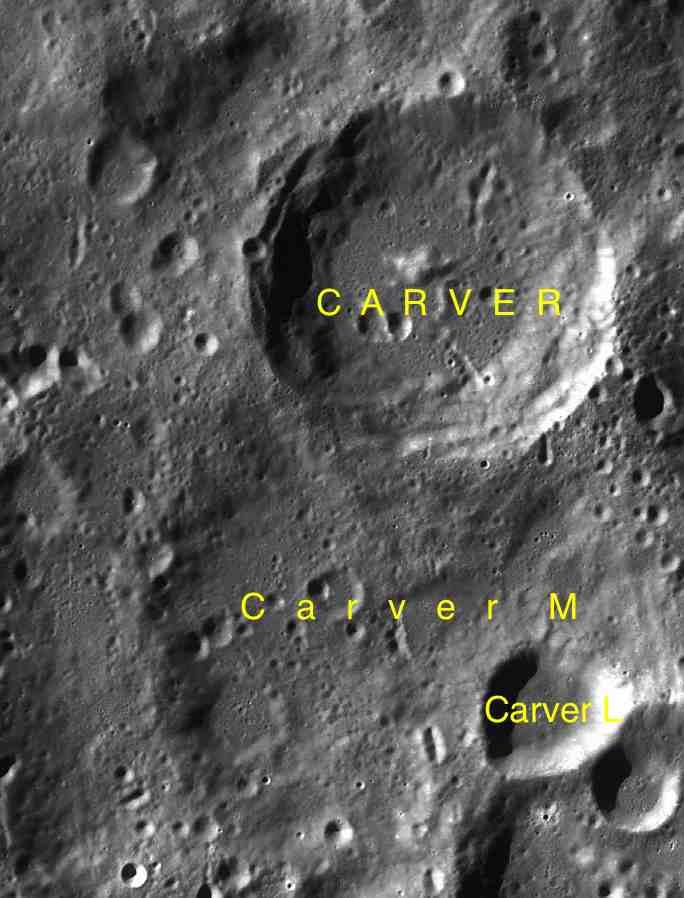
Фрагмент карты LAC-117.

- Сателлитный кратер Карвер К в 1997 г. переименован Международным астрономическим союзом в кратер Козырев.
- Образование сателлитного кратера Карвер L относится к позднеимбрийскому периоду[1].
- Образование сателлитного кратера Карвер M относится к донектарскому периоду[1].

## См.также
- Список кратеров на Луне
- Лунный кратер
- Морфологический каталог кратеров Луны
- Планетная номенклатура
- Селенография
- Минералогия Луны
- Геология Луны
- Поздняя тяжёлая бомбардировка